# Aleksander Śliwka
Aleksander Śliwka (Jawor, 24 de maio de 1995) é um jogador de voleibol polonês, com alcance de 3,40m no ataque e 3,15m no bloqueio. Atua na posição de ponteiro. É medalhista de ouro no Campeonato Mundial sediado na Itália e Bulgária em 2018.

## Carreira
Os primeiros passos no voleibol ocorreram em cidade natal pelo Spartakus Jawor, depois recebeu uma proposta do SMS PZPS Spała conquistando o título do Campeonato Nacional Juvenil de 2014 e foi o melhor jogador da edição, mas era vinculado ao Asseco Resovia Rzeszów e após concluir os estudos foi emprestado ao AZS Politechnika Warszawska na temporada 2014–15.
Em 2013 conquistou a medalha de prata na edição do Festival Olímpico Europeu da Juventude sediado em Utrecht e também na edição do Campeonato Europeu Sub-19 realizado na Bósnia-Sérvia e disputou o Campeonato Mundial Infantojuvenil de 2013 realizado nas cidades mexicanas de Tijuana e Mexicali e nesta utilizou a camisa #11, conquistando a medalha de bronze.
No ano de 2014 representou a seleção na edição do Campeonato Europeu Sub-20 realizada na Eslováquia e República Tcheca, ocasião da conquista da medalha de prata. Em 2015 foi convocado para seleção e obteve a medalha de bronze na edição da Liga Europeia de Seleções sediada em Walbrzych, também voltando para o elenco de Asseco Resovia Rzeszów para o período de 2015–16 quando terminou com o vice-campeonato na PlusLiga.
Depois foi contratado pelo AZS Olsztyn na jornada 2016–17, onde trabalhou com o italiano Andrea Gardini, finalizando na quinta colocação na PlusLiga. Na temporada 2017–18 retornou ao Asseco Resovia Rzeszów, e antes estreou pela seleção quando destacou-se na vitória no tie break diante da seleção brasileira pela Liga Mundial de 2017.
Em 2018 foi convocado para seleção principal para disputar a edição do Campeonato Mundial de 2018 na Itália e Bulgária, e conquistou o título, no mesmo ano foi contratado pelo ZAKSA Kędzierzyn-Koźle para as competições do período esportivo de 2018–19.

## Títulos
ZAKSA Kędzierzyn-Koźle
- Liga dos Campeões: 2020–21, 2021–22, 2022–23
- Campeonato Polonês: 2018–19, 2022–22
- Copa da Polônia: 2018–19, 2020–21, 2021–22, 2022–23
- Supercopa Polonesa: 2019, 2020, 2023

## Clubes
| Anos      | Clube                       |
| --------- | --------------------------- |
| 2014–2015 | AZS Politechnika Warszawska |
| 2015–2016 | Asseco Resovia Rzeszów      |
| 2016–2017 | AZS Olsztyn                 |
| 2017–2018 | Asseco Resovia Rzeszów      |
| 2018–2024 | ZAKSA Kędzierzyn-Koźle      |
| 2024–     | Suntory Sunbirds Osaka      |

## Prêmios individuais
- 2019: Copa da Polônia – MVP
- 2020: Supercopa Polonesa – MVP
- 2021: Liga dos Campeões – MVP
- 2023: Copa da Polônia – MVP
- 2023: Liga das Nações – Melhor ponteiro